# Triplo salto
Salto triplo(pt-BR) ou Triplo salto(pt-PT?) é uma das modalidade esportivas de salto do atletismo (junto com salto em altura, salto em distância e salto com vara)  que requer uma combinação de velocidade e técnica do atleta que o pratica. Os praticantes deste esporte são, no português do Brasil, chamados de triplistas.

## História
Fontes históricas dos Jogos da Grécia Antiga mencionam saltos de até 15 metros de comprimento. Isto fez com que pesquisadores e historiadores concluíssem que esta distância deveria ter sido alcançada com uma série de saltos, o que levou ao conceito moderno do salto triplo. Porém, não há nenhuma evidência deste salto ter sido incluído nos Jogos da Antiguidade e é possível que o registro de distâncias tão grandes possam ter sido mais fruto da licença poética dos autores de poemas sobre as vitórias gregas  do que uma tentativa de fazer um registro apurado dos resultados.
Na mitologia irlandesa, o geal-ruith (salto triplo) era um evento disputado nos Jogos Tailteann, da Irlanda pré-cristã, desde datas tão antigas quanto 1829 a.C.
O salto triplo faz parte da competição olímpica desde sua primeira edição moderna em Atenas 1896. O primeiro campeão olímpico foi o americano James Connolly. Nos primeiros Jogos porém, os dois primeiros pulos do salto eram dados no mesmo pé e então o salto final. Assim como no salto em distância, no início também havia a modalidade do salto triplo sem corrida, apenas com a impulsão do corpo saindo da inércia, modalidade não mais disputada. Ele estreou para as mulheres apenas em Atlanta 1996, exatamente cem anos depois de sua introdução nos Jogos Olímpicos, sendo vencido pela ucraniana Inessa Kravets, que também é a recordista mundial da prova, com 15,50 m. O recorde mundial masculino é do britânico Jonathan Edwards, com 18,29 m  e o feminino da venezuelana Yulimar Rojas, com 15,74 m, o único recorde mundial absoluto do atletismo em pista coberta – indoor. Os atuais campeões olímpicos são Pedro Pichardo de Portugal e Thea LaFond de Dominica.
De todas as modalidades do atletismo olímpico, esta é a de maior tradição para o mundo lusófono. O Brasil tem quatro grandes nomes na história do salto, com Adhemar Ferreira da Silva, recordista mundial e bicampeão olímpico em Helsinque 1952 e Melbourne 1956, Nelson Prudêncio, recordista mundial e medalha de prata na Cidade do México 1968 e bronze em Munique 1972, João Carlos de Oliveira, o "João do Pulo", recordista mundial e medalhas de bronze em Montreal 1976 e Moscou 1980 e Jadel Gregório, três vezes medalha de prata em Mundiais e o atual recordista brasileiro; por seu lado, Portugal tem Nélson Évora, campeão olímpico em Pequim 2008 e campeão mundial em Osaka 2007 e Pedro Pichardo, campeão olímpico em Tóquio 2020 e mundial em Eugene 2022.

## Técnica e regras
O Salto Triplo  é uma combinação de três saltos sucessivos que terminam com a queda numa caixa de areia. A prova inicia-se com uma corrida de impulso. O salto começa com o contacto da perna de impulsão tocando o solo (maior absorção de impacto); segue-se uma pequena flexão da perna de impulsão (maior tensão elástica); nesse momento a perna de impulsão sofre grande pressão (até 6 vezes o peso do atleta), sendo que quanto maior o ângulo maior a pressão. A chamada é realizada com um movimento de patada, onde o saltador faz um movimento brusco com a perna para trás e para cima, tentando assim reduzir a perda de velocidade horizontal. O ângulo resultante de saída é menor que o salto da distância. Por fim, na fase de voo, deve-se corrigir o equilíbrio através da rotação horizontal dos braços, colocando o centro de gravidade no lugar.
Numa outra técnica, o salto realiza-se com a perna de elevação (+ fraca); dá-se o toque sobre a planta do pé (maior absorção de impacto) e o movimento de "patada" ativa na chamada para reduzir a perda de velocidade horizontal; existe maior tempo de contacto com o solo; a fase de voo é próxima da do salto em comprimento, e tem apenas como diferença a menor velocidade horizontal, provocando uma menor fase de voo. Para tal utiliza-se outro tipo de estilo - o tipo peito e o carpado. A correção do equilíbrio é feita através da rotação horizontal de braços, na fase terminal.
A Federação Internacional de Atletismo descreve a mecânica obrigatória do salto da seguinte maneira: "o  salto deve ser feito de tal maneira que o atleta pouse, no primeiro salto, com o mesmo pé com que ele saltou após a corrida; o segundo salto deve pousar com o pé trocado, o qual serve de impulsão para o salto final dentro da caixa de areia".
Os saltos são invalidados caso o atleta pise na linha de impulsão, que fica no ponto final da tábua de impulsão. A linha é atualmente coberta por plasticina nas competições oficiais, para auxiliar a arbitragem, pois, caso o atleta pise ali, deixará a marca que prova a invalidação do salto.
O salto é medido da borda da linha de impulsão até a primeira (a mais próxima a linha) marcação do corpo do saltador deixada na caixa de areia. Assim como em várias outras modalidades do atletismo, marcas conseguidas com vento a favor superior a 2 m/s não são consideradas para recordes.

## Recordes
De acordo com a World Athletics.
Homens
| Recorde          | Distância | Atleta           | País           | Data          | Local        |
| Recorde mundial  | 18,29 m   | Jonathan Edwards | Reino Unido    | 7 agosto 1995 | Gotemburgo   |
| Recorde olímpico | 18,09 m   | Kenny Harrison   | Estados Unidos | 27 julho 1996 | Atlanta 1996 |

Mulheres
| Recorde          | Distância   | Atleta        | País      | Data          | Local       |
| Recorde mundial  | 15,74 m (i) | Yulimar Rojas | Venezuela | 20 março 2022 | Belgrado    |
| Recorde olímpico | 15,67 m     | Yulimar Rojas | Venezuela | 1 agosto 2021 | Tóquio 2020 |

## Melhores marcas mundiais
As marcas abaixo incluem outdoor e indoor (i) de acordo com a World Athletics. 

#### Homens
| Posição | Distância   | Atleta               | País           | Data            | Local      |
| ------- | ----------- | -------------------- | -------------- | --------------- | ---------- |
| 1       | 18,29 m     | Jonathan Edwards     | Reino Unido    | 7 agosto 1995   | Gotemburgo |
| 2       | 18,21 m     | Christian Taylor     | Estados Unidos | 27 agosto 2015  | Pequim     |
| 3       | 18,18 m     | Jordan Díaz          | Espanha        | 11 junho 2024   | Roma       |
| 4       | 18,14 m     | Will Claye           | Estados Unidos | 29 junho 2019   | Long Beach |
| 5       | 18,11 m     | Christian Taylor     | Estados Unidos | 26 maio 2017    | Eugene     |
| 6       | 18,09 m     | Kenny Harrison       | Estados Unidos | 27 julho 1996   | Atlanta    |
| 7       | 18,08 m     | Pedro Pablo Pichardo | Cuba           | 28 maio 2015    | Havana     |
| 8       | 18,07 m (i) | Hugues Fabrice Zango | Burquina Fasso | 16 janeiro 2021 | Aubière    |
| 9       | 18,06 m     | Pedro Pablo Pichardo | Cuba           | 15 maio 2015    | Doha       |
| 9       | 18,06 m     | Christian Taylor     | Estados Unidos | 9 julho 2015    | Lausanne   |
| 9       | 18,06 m     | Will Claye           | Estados Unidos | 24 agosto 2019  | Paris      |

#### Mulheres
| Posição | Distância   | Atleta         | País      | Data              | Local      |
| ------- | ----------- | -------------- | --------- | ----------------- | ---------- |
| 1       | 15,74 m (i) | Yulimar Rojas  | Venezuela | 20 março 2022     | Belgrado   |
| 2       | 15,67 m     | Yulimar Rojas  | Venezuela | 1 agosto 2021     | Tóquio     |
| 3       | 15,52 m     | Yulimar Rojas  | Venezuela | 26 agosto 2021    | Lausanne   |
| 4       | 15,50 m     | Inessa Kravets | Ucrânia   | 10 agosto 1995    | Gotemburgo |
| 5       | 15,48 m     | Yulimar Rojas  | Venezuela | 9 setembro 2021   | Zurique    |
| 6       | 15,47 m     | Yulimar Rojas  | Venezuela | 18 julho 2022     | Eugene     |
| 7       | 15,43 m (i) | Yulimar Rojas  | Venezuela | 21 fevereiro 2020 | Madri      |
| 7       | 15,43 m     | Yulimar Rojas  | Venezuela | 22 maio 2021      | Andújar    |
| 9       | 15,41 m     | Yulimar Rojas  | Venezuela | 6 setembro 2019   | Andújar    |
| 9       | 15,41 m (i) | Yulimar Rojas  | Venezuela | 2 março 2022      | Madri      |

## Melhores marcas olímpicas
As marcas abaixo são de acordo com o Comitê Olímpico Internacional – COI.

#### Homens
| Posição | Marca   | Atleta           | País           | Medalha | Local        |
| ------- | ------- | ---------------- | -------------- | ------- | ------------ |
| 1       | 18,09 m | Kenny Harrison   | Estados Unidos | ouro    | Atlanta 1996 |
| 2       | 17.98 m | Pedro Pichardo   | Portugal       | ouro    | Tóquio 2020  |
| 3       | 17,88 m | Jonathan Edwards | Reino Unido    | prata   | Atlanta 1996 |
| 4       | 17,86 m | Christian Taylor | Estados Unidos | ouro    | Rio 2016     |
| 4       | 17,86 m | Jordan Díaz      | Espanha        | ouro    | Paris 2024   |
| 6       | 17,84 m | Pedro Pichardo   | Portugal       | prata   | Paris 2024   |
| 7       | 17,81 m | Christian Taylor | Estados Unidos | ouro    | Londres 2012 |
| 8       | 17,79 m | Christian Olsson | Suécia         | ouro    | Atenas 2004  |
| 9       | 17,76 m | Will Claye       | Estados Unidos | prata   | Rio 2016     |
| 10      | 17,71 m | Jonathan Edwards | Reino Unido    | ouro    | Sydney 2000  |
| 10      | 17,71 m | Pedro Pichardo   | Portugal       |         | Tóquio 2020  |

* A marca do português  Pedro Pichardo (17,71 m) foi conseguida nas eliminatórias de Tóquio 2020. O norte-americano Mike Conley saltou 18,19 m em Barcelona 1992. Sua marca, que seria na época recorde mundial e até hoje recorde olímpico, não é considerada pois foi conquistada com um vento a favor de +2m/s, limite máximo para a homologação oficial de marcas pelo COI e pela World Athletics. 

#### Mulheres
| Posição | Marca   | Atleta                 | País      | Medalha | Local        |
| ------- | ------- | ---------------------- | --------- | ------- | ------------ |
| 1       | 15,67 m | Yulimar Rojas          | Venezuela | ouro    | Tóquio 2020  |
| 2       | 15,39 m | Françoise Mbango Etone | Camarões  | ouro    | Pequim 2008  |
| 3       | 15,33 m | Inessa Kravets         | Ucrânia   | ouro    | Atlanta 1996 |
| 4       | 15,32 m | Hrysopiyi Devetzi      | Grécia    |         | Atenas 2004  |
| 4       | 15,32 m | Tatyana Lebedeva       | Rússia    | prata   | Pequim 2008  |
| 6       | 15,30 m | Françoise Mbango Etone | Camarões  | ouro    | Atenas 2004  |
| 7       | 15,25 m | Hrysopiyi Devetzi      | Grécia    | prata   | Atenas 2004  |
| 8       | 15,20 m | Teresa Marinova        | Bulgária  | ouro    | Sydney 2000  |
| 9       | 15,17 m | Caterine Ibargüen      | Colômbia  | ouro    | Rio 2016     |
| 10      | 15,14 m | Tatyana Lebedeva       | Rússia    | bronze  | Atenas 2004  |

* A marca da grega Hrysopiyi Devetzi (15,32 m) foi conseguida nas eliminatórias de Atenas 2004. 

## Marcas da lusofonia
| País                | Masculino | Atleta              | Ano  | Local    | Feminino | Atleta            | Ano  | Local                |          |
| Portugal            | 17,98 m   | Pedro Pichardo      | 2021 | Tóquio   | 15,01 m  | Patrícia Mamona   | 2021 | Tóquio               | [ 26 ]   |
| Brasil              | 17,90 m   | Jadel Gregório      | 2007 | Belém    | 14,69 m  | Núbia Soares      | 2018 | Sotteville-lès-Rouen | [ 27 ]   |
| Angola              | 16,43 m   | António Santos      | 1988 | Annaba   | 13,49 m  | Teresa N'Zola     | 2002 | Angers               | :639,777 |
| Cabo Verde          | 16,15 m   | Nélson Évora 1      | 2001 | Braga    | 11,85 m  | Luciliana Évora   | 2000 | Almada               | :640,778 |
| Moçambique          | 15,76 m   | Pedro Noronha       | 1988 | Gaborone | 11,85 m  | Telma Cossa       | 2004 | Brazzaville          | :640,778 |
| São Tomé e Príncipe | 14,73 m   | Alberto de Oliveira | 2018 | Elche    | 13,31 m  | Lecabela Quaresma | 2011 | Bonneuil-sur-Marne   | :641,779 |
| Guiné-Bissau        | 14,21 m   | Catumo Mendes       | 2011 | Dreux    | 12,49 m  | Claudimira Landim | 2019 | Bedford              | :640,778 |

1 Na época, Nélson Évora, nascido na Costa do Marfim, representava Cabo Verde, terra natal de seus pais, nas competições de atletismo. Depois de naturalizado português, passaria a competir por Portugal, por onde foi campeão olímpico do salto triplo. Até hoje detém os recordes nacionais de Cabo Verde no triplo e no salto em distância.